# Regard The End
Regard The End is het 8e album van de Amerikaanse americana-band Willard Grant Conspiracy.
De cd is uitgebracht in juni 2003 bij Kimchee Records en is geproduceerd door Simon Alpin.
Regard The End is opgenomen door 18 verschillende artiesten, maar bindende factor is altijd Robert Fisher geweest. Hij is tevens de zanger en songwriter van de band.

## Tracklist
1. "River in the Pines" – 4:45
2. "The Trials of Harrison Hayes" – 3:16
3. "Beyond the Shore" – 3:13
4. "The Ghost of the Girl in the Well" – 4:50
5. "Twistification" – 5:23
6. "Another Man Is Gone" – 3:22
7. "Soft Hand" – 5:43
8. "Rosalee" – 3:31
9. "Fare Thee Well" – 4:09
10. "Day Is Passed and Gone" – 1:46
11. "The Suffering Song" – 7:51

## Opmerkelijke Feiten
- De cd is opgenomen in Slovenië.
- Regard The End is op een bijzondere manier tot stand gekomen: de tape lag in een studio en af en toe kwamen er bandleden langs om hun deel op te nemen.